# Sphodronotus
Sphodronotus es un género de saltamontes de la subfamilia Calliptaminae, familia Acrididae. Este género se distribuye en Irán.

## Especies
Las siguientes especies pertenecen al género Sphodronotus:
- Sphodronotus cyclopterus (Uvarov, 1933)
- Sphodronotus grandis Popov, 1951